# En moviment!
En moviment! és el cinquè disc de la banda de ska-rock Obrint Pas, i el seu primer treball en directe. Va ser llançat el 14 de novembre de 2005 per la discogràfica Propaganda pel Fet. El nom prové d'un fragment de la cançó «La flama», una de les més populars de la formació.
El disc és l'enregistrament del concert fet per aquest grup valencià al Campus de Tarongers de la ciutat de València el 30 d'abril de 2005, amb motiu de la Diada del 25 d'abril, i en el qual s'hi van aplegar 10.000 persones. El treball inclou un DVD homònim amb la gravació del concert, la preparació del mateix i un reportatge sobre la gira internacional d'Obrint Pas.
En moviment! inclou 28 cançons que ja havien estat enregistrades en els anteriors discos d'estudi de la banda, especialment dels tercer i quart treballs, Terra i La flama. Tant el concert de València com el posterior disc van comptar amb la col·laboració de bandes i cantants com Al Tall, Feliu Ventura, Fermín Muguruza i els cantants dels grups Inadaptats i Brams. També hi van participar els cantants d'albades Josep i Empar de Gandia, els dolçainers de La Gossa Sorda i la Unió Municipal La Rabosseta d'Otos.
El llançament d'aquest disc va obrir una extensa gira de concerts d'Obrint Pas, denominada Un poble en moviment, que va actuar per diversos països d'Europa.

## Llistat de cançons
L'àlbum contenia el següent llistat de cançons:
| Núm. | Títol                               | Durada |
| ---- | ----------------------------------- | ------ |
| 1.   | «Fuster 82/02»                      | 01:13  |
| 2.   | «Ara»                               | 02:37  |
| 3.   | «El foc i la paraula»               | 03:10  |
| 4.   | «La flama»                          | 03:33  |
| 5.   | «Esperant»                          | 05:30  |
| 6.   | «No hem oblidat»                    | 03:21  |
| 7.   | «1939»                              | 01:14  |
| 8.   | «Avui com ahir»                     | 04:44  |
| 9.   | «Quatre vents»                      | 05:00  |
| 10.  | «Des de la nit»                     | 04:11  |
| 11.  | «Novembre»                          | 02:51  |
| 12.  | «No hi ha demà»                     | 04:06  |
| 13.  | «La revolta de l'ànima»             | 02:45  |
| 14.  | «Caça de bruixes»                   | 03:54  |
| 15.  | «Sant Antoni (Instrumental)»        | 01:21  |
| 16.  | «Cada cop»                          | 01:20  |
| 17.  | «Telefeixisme»                      | 02:03  |
| 18.  | «Trencar el silenci»                | 02:36  |
| 19.  | «Els crits de la Terra/ bella ciao» | 02:24  |
| 20.  | «Guillem»                           | 01:15  |
| 21.  | «No tingues por»                    | 06:45  |
| 22.  | «Del sud»                           | 03:44  |
| 23.  | «Som»                               | 04:06  |
| 24.  | «El cant dels maulets»              | 03:26  |
| 25.  | «A València»                        |        |
| 26.  | «La flama»                          |        |
| 27.  | «Esperant»                          |        |
| 28.  | «Caça de bruixes»                   |        |